# Piotr Rowicki
Piotr Rowicki (* 19. Juni 1970 in Warschau) ist ein polnischer Fußballspieler im Mittelfeld. Er spielte für Energie Cottbus in der 2. Fußball-Bundesliga.

## Karriere
Rowicki spielte in seiner Jugend bei seinen Heimatvereinen Polonez Warszawa und Ursus Warszawa. 1988 verpflichtete ihn Legia Warschau. Anschließend war Rowicki von 1989 bis 1995 bei Polonia Warschau unter Vertrag und wurde 1992 an FKS Stal Mielec ausgeliehen. 1995 wechselte er zu Ruch Chorzów, bevor er 1997 für zwei Jahre zum FC Energie Cottbus kam, der zu diesem Zeitpunkt in der 2. Bundesliga vertreten war. Für Cottbus kam Rowicki 16 mal in der Liga zum Einsatz und schoss dabei ein Tor. Seit Debüt feierte er am 15. Februar 1998, als er im Rechten Mittelfeld gegen denn SC Freiburg in der Startelf stand. Sein Tor erzielte er am 17. Mai 1998 im Spiel gegen die SG Wattenscheid 09 in der 2. Minute und ebnete für Cottbus den Weg zum 2:0-Sieg. 1999 ging Rowicki nach Katar zum al-Rayyan SC, bevor er 2000 wieder nach Deutschland kam und sich dem FC Bremerhaven anschloss. Für Bremerhaven schoss er sechs Tore in 43 Spielen. Nach der Saison wechselte er für ein Jahr zum BFC Dynamo. Darauf sicherte sich TSG Neustrelitz Rowicki. Dort kam er zu 33 Einsätzen. Abermals nach einer Saison wechselte er zum FSV Wacker 03 Gotha, wo er bis 2006 blieb.  Seine Karriere beendete Rowicki 2006 bei Normania Treffurt.